# Friedrich Gulda School of Music Wien
Die Friedrich Gulda School of Music Wien (bis 2022 International Academy of Music and Performing Arts Vienna) ist ein österreichisches Konservatorium mit Öffentlichkeitsrecht in Wien, das staatlich anerkannte Diplomstudien für Musik und darstellende Kunst anbietet.

## Geschichte
Das Konservatorium, das zur Jam Music Lab GmbH mit Sitz in der Gasometer Music City in Wien gehört, hat sich aus der 2011 gegründeten Jam Music Lab – Privatuniversität für Jazz und Popularmusik Wien entwickelt. Seit 2019 International Academy of Music and Performing Arts Vienna, wurde es 2022 in Friedrich Gulda School of Music Wien umbenannt.

## Lehrangebot
Die Gulda School of Music bietet Diplomstudiengänge für Musik und darstellende Kunst in den künstlerischen und pädagogischen Sparten: Klassik, Musical, Tanz und Musiktheater, Pop, Rock und Jazz, sowohl als künstlerisches Hauptfach als auch für die Instrumental-(Gesangs)-Pädagogik (IGP) an. Voraussetzung für jedes Studium ist das Bestehen einer Zulassungsprüfung. Zur Erreichung dieses Ziels wird ein Vorstudium angeboten.

## Dozenten
Zu den Lehrenden des Instituts zählen im Bereich Klassik u. a. Paul Gulda, Robert Lehrbaumer, Franz Zettl, Mitsuo Hashimoto, Reza Najfar, Daniel Auner, Barbara de Menezes Galante Auner sowie im Bereich Jazz & Pop Thomas Gansch, Engel Mayr, Danny Grissett, Georg Luksch, Chanda Rule.